# La Bazeuge
La Bazeuge (tiếng Occitan: La Baseuge) là một xã của tỉnh Haute-Vienne, thuộc vùng Nouvelle-Aquitaine, miền trung nước Pháp.